# Isidoro de María
Isidoro de María Gómez (Montevideo, 2 de gener de 1815 - ibídem, 16 d'agost de 1906) fou un escriptor, historiador, periodista, polític i pedagog uruguaià.

## Biografia
Fill de Giovanni Maria di Maria, italià, i de María Luisa Gómez, argentina, Isidoro va cursar estudis primaris a l'Escola Lancasteriana de Montevideo. El 1829 va ingressar com a tipògraf a la Impremta de l'Estat. Va fundar el diari El Constitucional (1838-1846), sobre temes polítics.
Va ser vicecònsol de l'Uruguai a Gualeguaychú (República Argentina). També va integrar la Comissió d'Instrucció Primària del departament de Montevideo i de l'Institut d'Instrucció Pública. A més a més va actuar en política: va ser diputat pel departament de Soriano i vicepresident de la Cambra de Representants.
El seu fill, Pablo de María, va ser un polític destacat a l'Uruguai.